# Noraldo Palacios
Noraldo Palacios Rivas (ur. 8 lipca 1980 w Turbo) – kolumbijski lekkoatleta specjalizujący się w rzucie oszczepem.
Zdobył srebrny medal igrzysk Ameryki Środkowej i Karaibów w San Salvadorze (2002). Rok później został wicemistrzem Ameryki Południowej oraz bez sukcesów startował na igrzyskach obu Ameryki. Brązowy medalista mistrzostw ibero-amerykańskich (2004). W 2005 wywalczył brąz mistrzostw Ameryki Południowej, a rok później zdobył złoto mistrzostw kontynentu południowoamerykańskiego. Na igrzyskach panamerykańskich w Rio de Janeiro (2007) zajął piąte miejsce. Wyniki badań antydopingowych przeprowadzonych 22 maja 2008 wykazały stosowanie przez zawodnika niedozwolonych środków – oszczepnik został ukarany karą sześciomiesięcznej dyskwalifikacji od 25 lipca 2008 do 24 grudnia 2008. Po powrocie do sportu zdobył latem 2009 srebro mistrzostw Ameryki Południowej. 
Medalista mistrzostw Kolumbii oraz kilkukrotny rekordzista kraju.
Rekord życiowy: 79,61 (24 maja 2009, Bogota).

## Osiągnięcia
| Rok  | Impreza                               | Miejsce             | Lokata     | Wynik |
| ---- | ------------------------------------- | ------------------- | ---------- | ----- |
| 2002 | Igrzyska Ameryki Środkowej i Karaibów | San Salvador        | 2. miejsce | 75,11 |
| 2003 | Mistrzostwa Ameryki Południowej       | Barquisimeto        | 2. miejsce | 76,81 |
| 2003 | Igrzyska panamerykańskie              | Santo Domingo       | 9. miejsce | 69,09 |
| 2004 | Mistrzostwa ibero-amerykańskie        | Huelva              | 3. miejsce | 76,00 |
| 2005 | Mistrzostwa Ameryki Południowej       | Cali                | 3. miejsce | 73,54 |
| 2006 | Igrzyska Ameryki Środkowej i Karaibów | Cartagena de Indias | 3. miejsce | 74,10 |
| 2006 | Mistrzostwa Ameryki Południowej       | Tunja               | 1. miejsce | 79,09 |
| 2007 | Igrzyska panamerykańskie              | Rio de Janeiro      | 5. miejsce | 71,14 |
| 2009 | Mistrzostwa Ameryki Południowej       | Lima                | 2. miejsce | 77,87 |
| 2013 | Mistrzostwa Ameryki Południowej       | Cartagena de Indias | 6. miejsce | 71,26 |